# Komunizam
Komunizam (iz franc. communisme, od lat. communis, zajednički, univerzalan), političko-filozofska, društveno-filozofska, politička i ekonomska ideologija i politički pokret čiji je krajnji cilj uspostava komunističkog društva - socioekonomskog poretka strukturiranog prema ideji društvenog vlasništva proizvodnih sredstava i nestanka društvenih slojeva, novca
 i države. 
Kao takav, komunizam je specifičan oblik socijalizma.
Komunizam uključuje niz ideoloških struja koje uključuju marksizam i anarhokomunizam, kao i srodne političke ideologije prema kojima trenutni društveni poredak proizlazi iz kapitalizma, kapitalističkog gospodarskog sustava i načina proizvodnje. U takvom društvenom sustavu postoje dvije glavne društvene klase čiji je sukob izvor svih društvenih problema i koji se konačno može riješiti samo socijalističkom revolucijom.
Dvije društvene klase su proletarijat (radnička klasa) koji čini većinu stanovništva i koji mora raditi kako bi preživio. Manjinu čini buržoazija, tj. građanska ili kapitalistička klasa koja privatnim vlasništvom nad sredstvima proizvodnje izvlači dobit zapošljavanjem radničke klase. Prema ovoj analizi, revolucija bi postavila radničku klasu na položaje vlasti i tako uspostavila društveno vlasništvo nad sredstvima proizvodnje, što čini primarni element transformacije društva prema komunizmu.
Zajedno sa socijaldemokracijom komunizam je do 20-ih godina 20. stoljeća postao dominantnom političkom tendencijom u međunarodnom socijalističkom pokretu. Uspostavom Sovjetskog Saveza kao prve svjetske nominalno komunističke države dolazi do raširenog poistovjećivanja samog komunizma s ideologijom marksizma-lenjinizma i sovjetskog tipa planskog gospodarstva. Gotovo sve komunističke vlasti 20. stoljeća krenule su ka uspostavljanju komunizma raznim inačicama marksizma-lenjinizma. Prema nekim ekonomistima i intelektualcima taj model je u praksi uspostavio države koje su, iako imenom komunističke, u stvari djelovale kao oblik državnog kapitalizma ili neplaniranog upravno-komandnog gospodarstva., a ne stvarnog komunističkog ekonomskog modela koji je u skladu s prihvaćenim definicijama komunizma kao ekonomske teorije.

## Značenja
Hrvatska enciklopedija, svezak 6 (2004.), navodi sljedeća četiri značenja pojma "komunizam":
1. Ideja savršenoga, besklasnoga društva potpune jednakosti ljudi.
2. Politička ideologija utemeljena na ukidanju privatnoga vlasništva i na uspostavi zajedničkoga vlasništva nad sredstvima za proizvodnju.
3. Politički pokret (komunistički pokret) koji obuhvaća ukupnost komunističkih stranaka (često u njihovom nazivlju i: "partija"), organizacija i skupina u svijetu.
4. Politički sustav totalitarne jednostranačke vlasti.

Značenje 3. i 4. se povezuje u prvom redu s boljševizmom (njemu su svojstvena također i značenja 1. i 2., a značenje 4. odgovara i onim oblicima totalitarizma koji komunizmu ne teže).
U općem značenju (1.) riječ komunizam bilježi i Benešićev Rječnik hrvatskoga književnog jezika (sv. 7, 1986.), sljedećim primjerom: "Ne pomagati brata bijaše grijeh; bijasmo komuniste među sobom" (August Šenoa). U trećem pak značenju: "Divlji komunist iz 1919." (Slavko Kolar).

## Povijesni prethodnici
Zazivanje potpune društvene jednakosti pojavljuje se prvi put u drevnoj Grčkoj u kojoj je, kao posljedica zemljoposjedništva i trgovine imanjem, nastala ideja privatnog vlasništva. Neki su drevni Grci držali da uzrok društvene nejednakosti leži u društvenom fenomenu privatnog vlasništva jer se ljudi međusobno razlikuju u količini onoga što posjeduju, i, sukladno tome, zahtijevali njegovo ukidanje. O mitskom Zlatnom dobu, kada će privatno vlasništvo te materijalna oskudica i pohlepa koje uzrokuje nestati, pisali su grčki pjesnici Heziod i Vergilije. Filozof je Platon, koji je želju za posjedovanjem označio kao glavni uzrok sukoba među ljudima, formulirao ideju protokomunističkog društva čiji članovi nemaju osjećaj za svojinu i čiji osobni identitet u potpunosti nestaje u zajednici.
U kasnom srednjovjekovlju i renesansi, europski su se moreplovci dali u potragu za takvim mjestom u Novom svijetu. Površna iskustva s domorocima američkih kontinenata stvorila su kod njih pogrešan dojam idiličnih, jednostavnih društava bez sukoba i razmirica u kojima je ideja posjedovanja nečega u potpunosti nepoznata. Dodatni razlog koji je doveo do te pogrešne percepcije domorodaca bila su kršćanska vjerovanja tih moreplovaca koji su zbog njih na polugole domoroce gledali kao na ljude koji bez srama zbog golotinje i bez oskudice bezbrižno žive u Edenskom vrtu prije Pada čovjeka. Ta su iskustva moreplovci donijeli natrag u Europu te su poslužila pravniku i političaru Thomasu Moreu da formulira svoju viziju društva bez privatnog vlasništva.
Kasnije su se pojavila prva dobrovoljna protokomunistička društva. 1607. u sklopu prve britanske kolonije Virginia na području istočne Sjeverne Amerike nastaje naselje Jamestown. 1649. protestantski društveni radikal Gerrard Winstanley, nezadovoljan ondašnjim političkim poretkom i pod utjecajem određene interpretacije jednog retka iz Apostolskih djela, započinje radikalni agrarni pokret Kopači koji je zaposjedao gemajdu i pretvarao ju u obradivu zemlju. Kopači su trgovinu zemlje i njenih plodova strogo zabranili. Poduzetnik i filantrop Robert Owen u američkoj saveznoj državi Indiana 1825. zasniva grad New Harmony da eksperimentalno demonstrira superiornost kolektivističkog, požrtvovnog i nesebičnog načina života.
Tobožnji uspjeh Francuske revolucije da se društvo svjesno promijeni prema zamišljenoj predodžbi dao je povod protokomunističkim misliocima da pozivaju na promjenu unutar samog društva. François-Noël Babeuf javno je napadao Jakobince i pozivao Francuze na pobunu protiv nepravednog sustava. Osnovao je Društvo jednakih koje je zagovaralo sveukupnu socijalizaciju vlasništva. Slične agitacije činili su Henri de Saint-Simon i Charles Fourier koji su polagali nade da će imućni podijeliti svoj imetak dobrovoljno.

## Nastanak komunizma
Skup ideja iz kojih je kasnije iznikao komunizam dali su politički radikali Karl Marx i Friedrich Engels. Slične mislioce prije sebe koje su nazivali utopističkim socijalistima kritizirali su jer su ideal potpune društvene jednakosti tretirali kao moralni ideal ili nisu dali objašnjenje kako bi se taj ideal ostvario. Nasuprot njima, Marx i Engels razvili su svoj korpus ideja pod nazivom znanstveni socijalizam za koji su tvrdili da ne samo objašnjava kako će doći do društva s potpunom jednakošću već i da će se takvo društvo neizbježno ostvariti. Marxova i Engelsova ideja komunizma razlikuje se u nekoliko bitnih stavki od prijašnjih pokušaja stremljenja prema društvenoj jednakosti i ukidanju privatnog vlasništva. Prvo, micanje moći stvaranja takvog društva iz sfere morala i ljudske svjesne inicijative u sferu amoralnih impersonalnih sila koje određuju i upravljaju društvom, društvenim promjenama i ljudskim ponašanjem. Drugo, tehnološki razvoj proizvodnosti i nasilje, a ne strpljivo i razumno uvjeravanje, kao sredstva ostvarenja takvog društva.

### Materijalistička koncepcija povijesti
Za
razliku od drugih organizama, čovjek da preživi mora proizvoditi sredstva za život.
Za njihovo stvaranje koristi snage za proizvodnju pri čemu ulazi u odnose
proizvodnje da te snage može koristiti. Snage proizvodnje su zbirka raznolikih
čimbenika, u koje spadaju ljudski i životinjski rad, sile prirode, kvaliteta
obradive zemlje, proizvodni alati, proizvodno iskustvo i vještine. Odnosi proizvodnje su način
kako i kome su raspoređeni rezultati proizvodnje. Uzeti zajedno, snage za
proizvodnju i odnosi proizvodnje čine način proizvodnje. Način
proizvodnje nekog društva, prema Marxu i Engelsu, određuje na koji način to društvo jest,
sve njegove institucije kao država, nacija i religije, društvene i političke odnose, moral i metafiziku.
Proizvodi ljudske svijesti kao filozofija, umjetnost, književnost, pravo
, koji usmjeravaju i vode ljudsko ponašanje, nisu rezultat ljudskog samostalnog promišljanja nego samo površinski odraz načina proizvodnje.
Cjelokupna
ljudska povijest za Marxa jest izmjena različitih načina proizvodnje. Do
izmjene načina proizvodnje dolazi kada snage proizvodnje zbog svojeg razvoja više
ne mogu supostojati s postojećim odnosima proizvodnje, već dolazi do tenzije
koja se razrješava ukidanjem postojećih i zatim uspostavljanjem novih odnosa
proizvodnje koji mogu supostojati sa snagama proizvodnje. Sredstva i novi
odnosi zajedno predstavljaju novi način proizvodnje.
Marx identificira četiri vrste
ljudskih društava koje su do sada postojala prema vrsti načina proizvodnje:
primitivni komunizam, robovlasničko društvo, feudalno društvo i kapitalističko
društvo. Svako
ljudsko društvo u svom razvoju nužno prolazi kroz sva ta uređenja tim
redoslijedom. Prijelaz
iz jednog načina proizvodnje na drugi na površinskoj razini iskazuje se mijenjanjem
društva nasilnom revolucijom. Kako su se izmjenjivali načini proizvodnje, tako
se mijenjala o njima ovisna ljudska svijest i njeni proizvodi. Uz one ideje
koje kao odraz načina proizvodne služe kao obrana njega, u stadiju tik pred
izmjenom nastaju revolucionarne ideje, ideje koje će nositi sljedeći način
proizvodnje. Te ideje potaknut će određenu društvenu klasu da
postane revolucionarna i učini društveni prevrat.   
Izuzev primitivnog komunizma, u kojem ljudi jesu bili jednaki i u
ničemu nisu oskudijevali, u svakom tom društvu postojalo je privatno vlasništvo,
i razlike u njegovoj količini među ljudima dovelo je do društvene nejednakosti.
Marx je smatrao da su ta društva, kao izraz problematičnog načina proizvodnje,
uz to što uzrokuju nejednakost, opresivna za čovjeka u svim ostalim vidovima i
koče njegovo ispunjenje svojih potencijala. To vrše kroz institucije kao
religija, država, privatno vlasništvo, uvođenjem podjela rada, te političkim idejama,
umjetnošću, i filozofemima koje svojim sadržajima prikazuju trenutno stanje
nepromjenjivim ili poželjnim. Zbog nejednakosti u posjedovanju društvo je
hijerarhijski podijeljeno na klase od kojih jedne dominiraju nad drugima.

## Državni teror i represija
Sustavna represija je redovita značajka komunističke vladavine. Prilikom dolaska na vlast i tijekom kasnijih odlučnih reformi provodi se masovni teror. Vođa mađarske revolucije 1919. godine, Bela Kun, osnovao je "Trupe terora Revolucionarnog vijeća vlade" koje su djelovale s parolom "U proleterskoj državi samo oni koji rade imaju pravo na život!" U stabilnijim razdobljima provodi se svakodnevna represija koja se očituje u cenzuri, djelovanju političke policije, zabrani kretanja, stavljanju svih građana koji nisu članovi komunističke partije u status građana drugog reda i drugim oblicima ograničavanja sloboda.
Prema socijalnim slojevima koji se percipiraju kao neskloni komunizmu, propagira se "klasni rat". Veliki ruski književnik Maksim Gorki progovorio je 1932. godine o potrebi uzgoja klasne mržnje kao organske odbojnosti prema neprijatelju, kojeg je smatrao inferiornim, fizički i moralno degeneriranim.
Unutar komunističkih redova povremeno se provode obračuni, eliminirajući manjinske grupe komunista koje se smatra "idejno zastranilima". To se postiže ubijanjem, kao u slučaju Andrije Hebranga 1949. godine, slanjem u zatvor, kao što su bili slučajevi Golog otoka i zatvaranja kasnijih hrvatskih predsjednika Franje Tuđmana i Stjepana Mesića, ili izbacivanjem iz partije i socijalnom degradacijom, kao što se dogodilo Miki Tripalu, Savki Dabčević-Kučar i drugim pobornicima Hrvatskog proljeća 1971. godine.
Zajednička osobina komunističkih režima je "zavjera šutnje" o vlastitim zločinima. To uključuje prikrivanje dokumenata i grobišta te aktivno djelovanje intelektualaca koji povijest dolaska komunističkih režima na vlast prikazuju kao lišenu zločina, iako se ne prikriva nasilnost prema "klasnom neprijatelju".
Komunistički revolucionarni teror teško je pogodio i Hrvatsku tijekom 1940-ih godina, osobito u kontekstu jugokomunističkih zločina nakon završetka Drugog svjetskog rata.

## Moderne komunističke države
Vidi još: Komunistička država
Komunističke ideje provodile su u djelo komunističke partije diljem svijeta, a tijekom 20. stoljeća te su partije uspostavile totalitarne režime u mnogim zemljama. Zemlje pod vlašću komunističkih partija obično se nazivaju "socijalističkim". U Europi je većina tih režima okončana mirnom predajom vlasti, simbolički označenom padom Berlinskog zida 1989. godine. Izuzetak su Rumunjska i Albanija, gdje je komunistička vladavina završena revolucijama 1989. i 1991. godine.
Sjeverna Koreja i Kuba i dalje su socijalističke zemlje pod totalitarnom vladavinom komunističkih partija. Druge zemlje, poput Kine i Vijetnama, također imaju komunističke partije na vlasti, ali su uvelike napustile zabranu privatnog vlasništva kako bi postigle ekonomsku efikasnost.

## Kritika komunizma
Vidi još: Protukomunizam
Kritika komunizma može se klasificirati u dvije glavne kategorije: prva se odnosi na praktične aspekte komunističkih država u 20. stoljeću, dok se druga bavi komunističkom politikom i teorijom. Autori koji kritiziraju komunizam često se protive i njegovim idejama i povijesnim politikama, premda se obično usredotočuju na jedan ili drugi aspekt u svojim radovima.
Neki antikomunisti smatraju da je komunistička teorija izravno odgovorna za probleme komunizma u 20. stoljeću, dok drugi razdvajaju teoriju od prakse, tvrdeći da i jedno i drugo ima svojih nedostataka. Dio komunista brani i teoriju i praksu, dok drugi tvrde da se povijesna praksa u većoj ili manjoj mjeri udaljila od komunističkih ideala.
Postoje pojedinci koji podržavaju komunističke ideje, ali se ne slažu s politikama koje provode komunističke države; ovaj način razmišljanja često je prisutan među trockistima. Mnogo rjeđe, netko se može slagati s politikama komunističkih država, ali ne i s komunističkim idejama.
Djelovanje komunističkih država bilo je predmetom kritike širom političkog spektra. 
Prema kritičarima vladavina komunističkih partija vodi u totalitarizam, političku represiju, ograničenja ljudskih prava, loše gospodarske rezultate, te u kulturnu i umjetničku cenzuru. 
Zapadnjački kritičari komunističke vlasti također su utemeljeni u kritici samog socijalizma: Friedrich Hayek i Milton Friedman tvrdili su kako su državno vlasništvo i komandna ekonomija koje karakteriziraju komunističku vlast sovjetskog stila odgovorni za gospodarsku stagnaciju i ekonomiju nestašice koja pojedince ne potiče na povećanje produktivnosti, niti na poduzetničko djelovanje. Vladajuće komunističke partije također su se suočavale s učestalom disidencijom.
Kritičari su također uočili jazove između službene politike jednakosti i gospodarske pravde, i stvarnosti u kojoj je dolazilo do pojave nove društvene klase (nomenklatura) koja je napredovala na račun ostatka stanovništva. Među poznatijim kritičarima ovog društvenog sloja bili su, između ostalih, Vaclav Havel, Aleksandar Solženjicin i Milovan Đilas. Velik dio kritike dolazi od strane antistaljinističkih ljevičara i drugih socijalista.
O društveno-ekonomskoj naravi vladavine komunističkih partija vodilo se mnogo rasprava pri čemu je takva vlast okarakterizirana oblikom birokratskog kolektivizma, državnog kapitalizma, državnog socijalizma ili jedinstvenog načina proizvodnje.

### Stav Katoličke crkve
Zajedno s drugim kritičarima komunističkih ideja, vrh Katoličke Crkve je relativno brzo prepoznao negativne potencijale komunizma. Tako se u enciklici "Rerum novarum" koju je objavio papa Lav XIII.1891. godine ukratko navodi kako socijalisti "ovakvim prenošenjem privatnog vlasništva na zajednicu, da se jednako razdijele koristi i dobra među građane, vjeruju da će se zlo radikalno iskorijeniti. No ta teorija ne samo da ne može riješiti napetosti, nego će škoditi samim radnicima... nema razloga da se općenito pribjegava državnoj upravi, jer je čovjek stariji od države... Previše je jasno da bi, osim nepravde, iz toga nastala zbrka i pomutnja u svim staležima građana. Bio bi otvoren put međusobnoj zavisti, ogovaranju i neslozi. Nestalo bi privatne inicijative uma i marljivosti pojedinca. Tako bi nužno presušili i izvori bogatstva. Ona zamišljena jednakost ne bi bila drugo nego opća nevolja i bijeda. Iz svega toga slijedi da treba odbaciti socijalističko načelo o zajedništvu dobara, jer ono škodi i onima kojima bi trebalo pomoći. Ono se protivi naravnim pravima pojedinaca, iskrivljuje dužnost države i muti opći mir."

Papa Pio XI. u svojoj enciklici Divini Redemptoris iz 1937. je osudio komunizam koji je već postojao u Sovjetskom savezu, pored enciklikâ Non abbiamo bisogno iz 1931. kojom je osudio talijanski fašizam i enciklike Mit brennender Sorge iz 1937. kojom je osudio nacionalsocijalizam i rasne teorije. Papina reakcija je pobudila kršćanski svijet neka se pojačano zanima za ove probleme, a to je osobito bio slučaj u državama u kojima je bilo na vidiku da će se sraziti totalitarne ideologije. U te su se rasprave o osudi nacizma, fašizma i komunizma uključili i hrvatski bogoslovi, katolički laici, sveučilišni profesori te redovnici iz velikih redova kao što su dominikanci, franjevci i isusovci (Dominik Barač: Socialna filozofija boljševizma, 1944., Jordan Kuničić: Problemi komunizma (s idejnog stanovišta), 1942.).
U Katekizmu Katoličke Crkve kojega je 1992. godine izdao sv. Ivan Pavao II., osuda komunizma sadržana je jezgrovito u točki 2425: "Crkva je odbacila totalitarne i ateističke ideologije, povezane, u moderno doba, s 'komunizmom' ili 'socijalizmom'".

### Rezolucija Vijeća Europe 1481/2006
25. siječnja 2006. u Strasbourgu parlamentarna skupštine u Vijeća Europe snažno osuđuje zločine komunizma. U Rezoluciji se govori: " ... Vijeće parlamentarne skupštine Europe danas je osudilo masovna kršenja ljudskih prava od strane totalitarnih komunističkih režima te izrazilo sućut, razumijevanje i priznanje žrtvama tih zločina."
Hrvatski sabor je iste godine donio Deklaraciju o osudi zločina počinjenih tijekom totalitarnog komunističkog poretka u Hrvatskoj 1945. – 1990.; tu se navodi: "Totalitarni komunistički režimi koji su vladali u Srednjoj i Istočnoj Europi u prošlom stoljeću, a koji su još na vlasti u nekoliko zemalja svijeta, bili su, bez iznimke, označeni masovnim povredama ljudskih prava." 
U Hrvatskoj i u većini europskih država obilježava se 23. kolovoza Europski dan sjećanja na žrtve svih totalitarnih i autoritarnih režima - među koje se izrijekom ubrajaju svi komunistički režimi.

## Vanjske poveznice
- Oliviero Diliberot, Vladimiro Giacché i Fausto Sorini: Rekonstruirati komunističku partiju" (izabrani odlomci, pripremila Jasna Tkalec). Socijalizam danas. Glasilo Socijalističke radničke partije Hrvatske, studeni-prosinac 2011., str. 3. – 6.
- Mesić: Desnica vladajućima nametnula mišljenje da je komunizam zločin  Arhivirana inačica izvorne stranice od 6. travnja 2015. (Wayback Machine), Davor Šišović za Novi list, 9. studenog 2014.
- Ivo Banac: komunizam je zaustavio razvoj društva i zemlje, narod.hr, 31. listopada 2014.
- Je li komunizam jednako zlo kao i fašizam?, Davorin Rudolf za "Vijenac" br. 508, 5. rujna 2013.